# 朝阳大桥
朝阳大桥是江西省南昌市的桥梁，沟通朝阳新城和红角洲地区，朝阳大桥采用单箱多室形式，上层为机动车道而下层为行人和非机动车道且下层具有遮风挡雨的功能。該橋为江西第二座、世界第五座汽车人行双层桥。

## 其他视角

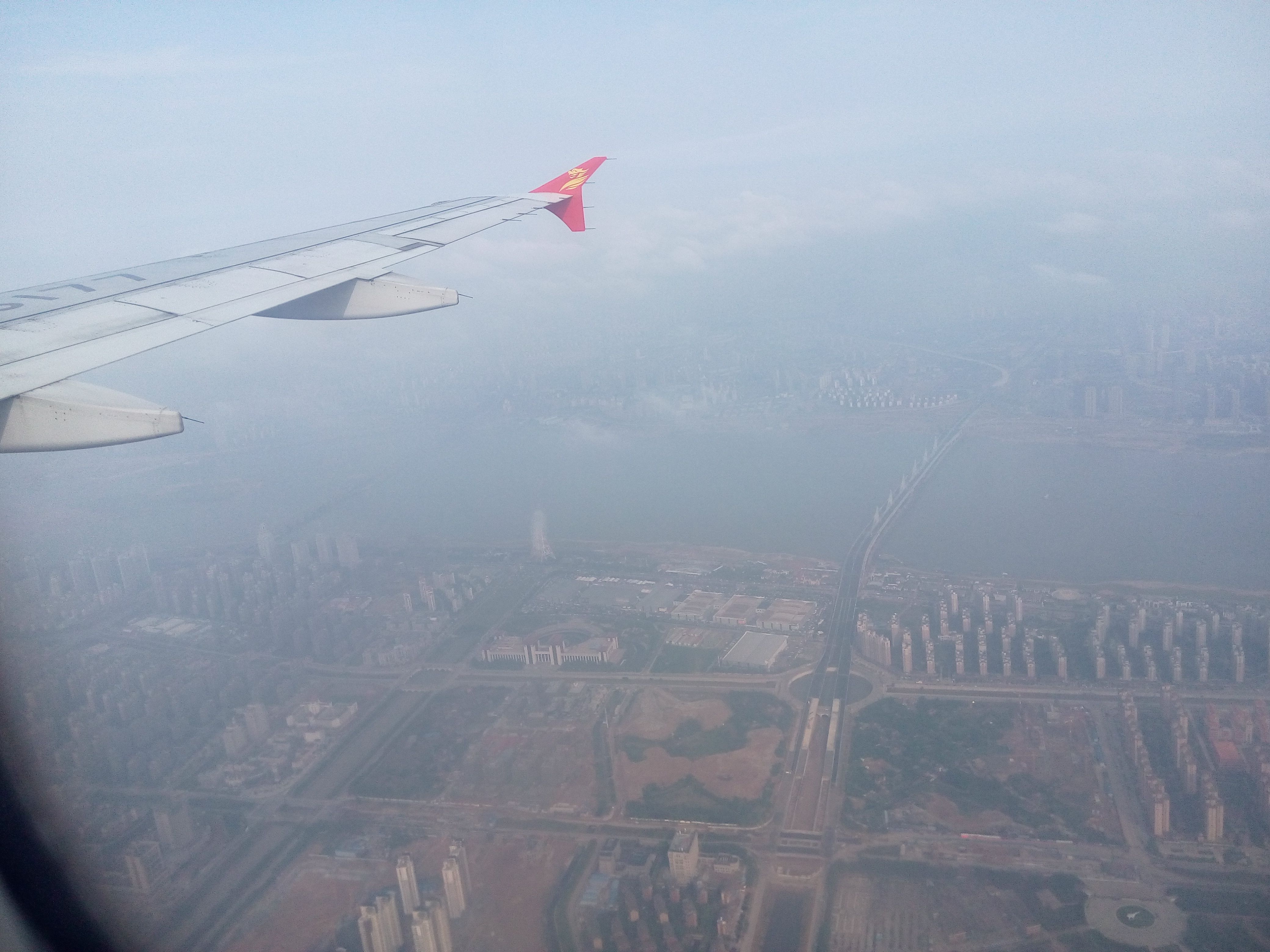
朝阳大桥飞机上拍摄